# Jacques Dacqmine
Jacques Dacqmine (* 30. November 1924 in La Madeleine (Nord), Kanton Lille-Nord; † 29. März 2010 in Périers-en-Auge, Calvados, Frankreich) war ein französischer Schauspieler und Drehbuchautor. Im deutschen Fernsehen wurde er unter anderem durch seine Rolle als Friedensrichter Trelawney im ZDF-Adventsvierteiler Die Schatzinsel von 1966 bekannt.

## Filmografie (Auswahl)

### Als Schauspieler
- 1941: Ihr erstes Rendezvous (Premier rendez-vous)
- 1946: Die Affäre der Diamant-Halskette (L'affaire du collier de la reine)
- 1946: Zur roten Laterne (Macadam)
- 1949: Einsamer Sonntag (Sombre Dimanche)
- 1949: Das Geheimnis von Mayerling (Le secret de Mayerling)
- 1950: Julie Carneilhant
- 1956: Der Kurier des Zaren (Michel Strogoff)
- 1959: Schritte ohne Spur (À double tour)
- 1960: Der Panther wird gehetzt (Classe tous risques)
- 1961: Affäre Nina B. (L’affaire Nina B.)
- 1966: Die Schatzinsel
- 1968: Phaedra (Phèdre)
- 1969: Der Schatz der Holländer (Le trésor des Hollandais; Fernsehserie)
- 1979: Blendung (Fernsehserie)
- 1981: Nana (Fernsehserie)
- 1984: Allein gegen die Mafia (La Piovra)
- 1986: Mélo
- 1990: New Wave
- 1991: Operation Corned Beef (L‘opération corned-beef)
- 1993: Kommissar Moulin (Commissaire Moulin, Fernsehserie, 1 Folge)
- 1995: Die Affäre Dreyfus, von Yves Boisset, Fernsehfilm
- 1996: Medea
- 1999: Die neun Pforten (The Ninth Gate)
- 2003: Mata Hari – Die wahre Geschichte (Mata Hari, la vraie histoire)
- 2003: Goodbye

### Als Drehbuchautor
- 1982: Die Liebe erfunden (L‘amour s‘invente) (Folge der TV-Serie Cinéma 16)